# Чусчи
Чусчи (на испански: Chuschi) е град в окръг Чусчи, провинция Кангальо, регион Аякучо, Перу.
В Чусчи маоистката терористична организация „Сендеро Луминосо“ започва въоръжените си действия срещу перуанското управление, изгаряйки урни за гласуване.
През 1991 г. правителството извършва тук клането в Чусчи.